# 阿見町
阿見町（日语：／ Ami machi */?）是茨城縣稻敷郡的一町。

## 地理
- 山:
- 河川:花室川、乙戶川、清明川
- 湖沼:霞浦

### 隣接的自治區
- 土浦市、牛久市、稻敷市、稻敷郡美浦村